# Насрулаев, Аминула Асадулаевич
Аминула Асадулаевич Насрулаев (22 июля 1948, Бамматюрт, Дагестанская АССР, СССР) — советский борец вольного стиля, мастер спорта СССР международного класса (1971).
Вольной борьбой начал заниматься с 1965 года под руководством Магомеда Мухтаровича Рамазанова. В 1969 году стал чемпионом СССР и серебряным призёром чемпионата Европы. В 1971 году стал бронзовым призёром чемпионата мира. В 1972 году вновь выиграл чемпионат СССР.

## Личная жизнь
По национальности — кумык. Младший брат Насрулы Насрулаева.